# Annexion
Eine Annexion oder Annektierung (von lateinisch annectere ‚anknüpfen, anbinden‘; selten auch als Annektion bezeichnet) ist die erzwungene (und einseitige) endgültige Eingliederung eines bis dahin unter fremder Gebietshoheit stehenden Territoriums in eine andere geopolitische Einheit. Eine Annexion ist völkerrechtswidrig und daher unwirksam. Sie geht rechtlich über die Okkupation (Besatzungsverwaltung) hinaus, da auf dem (ehemals) fremden Territorium die eigene Gebietshoheit effektiv ausgeübt und es mit dem Erwerb der territorialen Souveränität über ein besetztes Gebiet de jure dem eigenen Staatsgebiet einverleibt wird. Die Okkupation geht der Annexion in der Regel voraus.
Der Tatbestand der Annexion war in der Vergangenheit Bestandteil des geltenden Völkergewohnheitsrechts und zog deswegen regelmäßig einen gültigen Gebietserwerbstitel nach sich. Erst im 20. Jahrhundert wurde die Annexion ausdrücklich verboten. Bis 1945 wurden nichtkriegerische Annexionen allerdings nicht schon eo ipso als völkerrechtswidrig angesehen, wenn auch sich im partikulären Völkervertragsrecht bereits weitgehende Einschränkungen fanden.

## Völkerrechtliche Definition
Rechtswissenschaftler unterscheiden im modernen Völkerrecht von der durch unmittelbare Androhung oder Durchführung militärischer Gewalt charakterisierten Annexion (wobei im Schrifttum umstritten ist, ob eine Annexion nur durch die einseitige Erklärung des annektierenden Staates erfolgen kann) – und damit der völkerrechtswidrigen Aneignung eines Gebietes, das zuvor einem auswärtigen Staat gehörte – die völkerrechtliche Abtretung (Zession). Bei letzterer hat der Staat, der über das Gebiet allein verfügte, dieses einvernehmlich in einem formellen Vertrag abgetreten; mit ihr tritt die neue Staatsgewalt an die Stelle der alten. Wird dieses Gebiet dann zu einem neuen, inkorporierten Staat (Gliedstaat) eines bestehenden Staatsverbandes (Föderation), spricht man von einer konsentierten, nicht einseitigen Sezession.

## Annexion im weiteren Sinne
Allerdings entstehen solche Verträge oftmals unter Zwang, daher sind beispielsweise Geschichtswissenschaftler und ein Teil der Völkerrechtslehre dazu geneigt, den Begriff der Annexion auch für bestimmte Zessionen anzuwenden und mithin den eigentlichen Tatbestand um einen auf staatlichem Willensakt beruhenden Gebietsverlust zu ergänzen. So hatte Frankreich am 10. Mai 1871 Elsaß-Lothringen in einer Zession an Deutschland abgetreten, doch wird der Vorgang unter dem damaligen Druck meist als Annexion bezeichnet.
Diese sprachliche Verwendung entspricht auch der früheren, traditionellen Definition der Völkerrechtler. So definiert das Wörterbuch des Völkerrechts (1960):

„Unter Annexion versteht man den gewaltsamen Gebietserwerb eines Staates auf Kosten eines anderen.“

Im Gegensatz zu der engen Definition wird hier der Aspekt der Einseitigkeit nicht betrachtet. Kern ist hier die Gewalt, die der annektierende Staat ausübt, welche nicht zur Nichtigkeit des Staatsvertrages führt.
Der Begriff Annexion ist heute im deutschen Sprachraum überwiegend negativ besetzt. Folglich sprechen Befürworter nicht von Annexion, sondern von Vereinigung, Rückkehr, Befreiung oder Ähnlichem. Bei lang andauernder Okkupation spricht man auch von „De-facto-Annexion“.
Im 19. und frühen 20. Jahrhundert wurden die Begriffe „Einverleibung“ und „Inkorporation“ synonym mit „Annexion“ für denselben völkerrechtlichen Vorgang verwendet, da die freie Gewaltanwendung zwischen den Staaten keinen völkerrechtlichen Beschränkungen unterlag und demnach noch nicht zwischen der einvernehmlichen und der gewaltsamen Variante unterschieden wurde.

## Völkerrechtliche Garantie der territorialen Integrität
Im klassischen Völkerrecht war die Annexion ein rechtlich wirksamer Erwerbstitel – eine „legale Methode des Gebietserwerbs“ – und bis Anfang des 20. Jahrhunderts dem Sieger einer militärischen Auseinandersetzung erlaubt, die Gebiete seines Gegners ganz oder teilweise zu okkupieren und zu annektieren. Als ein wesentliches Prinzip zur Grenzziehung kam dem Grundsatz uti possidetis (lat. wie ihr besitzt) große Bedeutung zu; also dass die Parteien einer kriegerischen Auseinandersetzung das Territorium und andere Besitzungen behalten dürfen, die sie während des Krieges gewonnen und zum Zeitpunkt des Friedensschlusses in Besitz hatten.
Artikel 10 der Satzung des Völkerbundes verbot den Mitgliedern im Jahr 1919, Annexionen gegenüber anderen Mitgliedern durchzuführen:

„Die Bundesmitglieder verpflichten sich, die Unversehrtheit des Gebiets und die bestehende politische Unabhängigkeit aller Bundesmitglieder zu achten und gegen jeden äußeren Angriff zu wahren.“

Vergleichbare Regelungen wurden 1924 in die Satzung der Panamerikanischen Union 1932 in der Hoover-Stimson-Doktrin und 1941 in der Atlantik-Charta festgehalten. Alle diese Verträge banden völkerrechtlich nur die vertragsschließenden Parteien.
Nach Artikel 2 Ziff. 4 der Charta der Vereinten Nationen vom 26. Juni 1945, in Kraft getreten am 24. Oktober 1945, ist „jede gegen die territoriale Unversehrtheit […] eines Staates gerichtete […] Androhung oder Anwendung von Gewalt“ verboten. Daraus folgt das grundsätzliche völkerrechtliche Verbot einer Annexion, mithin „besitzt das umfassende Annexionsverbot im geltenden Völkerrecht heute auch eine gewohnheitsrechtliche Grundlage.“
 Nach Artikel 51 beeinträchtigt die UN-Charta „im Falle eines bewaffneten Angriffs gegen ein Mitglied der Vereinten Nationen keineswegs das naturgegebene Recht zur individuellen oder kollektiven Selbstverteidigung. […] Maßnahmen, die ein Mitglied in Ausübung dieses Selbstverteidigungsrechts trifft, sind dem Sicherheitsrat sofort anzuzeigen […].“ Dem allgemeinen Annexionsverbot unterfällt ebenso die „Gegenannexion“, also die „Möglichkeit eines völkerrechtlichen Gebietserwerbs aufgrund einer rechtmäßigen Gewaltanwendung“ gegen den Aggressor.

## Selbstbestimmungsrecht und Annexionen
Urs Saxer sieht die einzige Möglichkeit zur Legalisierung einer rechtswidrigen Annexion folgenden Gebietsherrschaft in einem zustimmenden Referendum der betroffenen Bevölkerung. Dabei kommt der Grundsatz volenti non fit iniuria zum Tragen. In der einschlägigen Fachliteratur werden noch weitere Wege genannt, die nicht auf Selbstbestimmung, sondern auf einem Konsens der staatlichen Souveräne beruhen, so der Abschluss eines Zessionsvertrages, der freiwillige Verzicht des Inhabers der Gebietshoheit oder die Ersitzung eines zunächst rechtswidrigen Gebietserwerbs mit Wirkung ex nunc.
Auf das Selbstbestimmungsrecht der Völker greift eine von der Bevölkerung gewünschte Sezession und der anschließende Beitritt zu einem anderen Staat zurück. Annexionen gegen den Willen der Bevölkerung stehen im Konflikt mit diesem Recht. So kommt Wolfgang Benedek beispielsweise zu dem Ergebnis, dass es Serbien wegen des Gewaltverbots der KSZE-Schlussakte verboten sei, die mehrheitlich von Serben bewohnte Republika Srpska zu annektieren, selbst wenn die Bevölkerung dieses Teilstaates dies in einem Referendum wünsche, ähnlich wie Kroatien die Föderation Bosnien und Herzegowina nicht annektieren dürfte, ohne dass Bosnien und Herzegowina als Staat dem zustimmt.

## Innerstaatliche Regelung
Die Annexion bedarf der rechtlichen Umsetzung. Völkerrechtlich greift faktisch die Drei-Elemente-Lehre. Praktisch ist eine Anerkennung durch die betroffenen Mächte zur Sicherung der Herrschaft hilfreich. So erfolgte die Annexion des Amtes Reifenberg durch Nassau aufgrund des Reichsdeputationshauptschlusses.
Nach innen wird die Annexion durch innerstaatliche Gesetze umgesetzt. Beispielsweise wurden die von Frankreich abgetretenen Gebiete am 28. Juni 1871 mit dem Inkrafttreten des Reichsgesetzes vom 9. Juni 1871 über die Vereinigung von Elsass und Lothringen mit dem Deutschen Kaiserreich als reichsunmittelbares Gebiet integriert. Dieses Reichsland Elsaß-Lothringen war daher weder Bundesstaat des Deutschen Reiches noch Bestandteil einer bestimmten gliedstaatlichen Verfassungsordnung. Es wurde dem Bundesrat unterstellt, in dem es ab 1911 auch vertreten war.
Früher sprach man von einem Besitzergreifungspatent (ein Beispiel ist das nassauische Besitzergreifungspatent für das Amt Reifenberg).

## Historische Beispiele bis zu den Gebietsänderungen infolge des Zweiten Weltkriegs (Voll- und Teilannexionen)
- des polnisch-litauischen Territoriums durch Preußen, die Habsburgermonarchie und das Russische Reich 1772, 1793 und 1795;
- der Krim, der Taman-Halbinsel und des Kuban-Gebietes durch das Russische Reich unter der Zarin Katharina der Großen 1783;
- des Fürstentums Monaco durch das revolutionäre Frankreich 1793;
- der Gebiete des Heiligen Römischen Reichs links des Rheins durch die (revolutionäre) Erste Französische Republik 1794/1801;
- Ostgeorgiens (Kartlien-Kachetiens) durch das Russische Reich 1801;
- der Freien Reichsstädte Augsburg und Nürnberg durch Bayern 1805 bzw. 1806;
- Hollands, Hannovers, des Fürstentums Salm, Teile Westfalens und der Hansestädte durch das napoleonische Frankreich um das Jahr 1810;
- Texas durch die Vereinigten Staaten von Amerika 1845;
- des gesamten Schleswig-Holsteins, des Königreichs Hannover, Kurhessens, Nassaus, Teilen von Hessen-Darmstadt und der Freien Stadt Frankfurt durch das Königreich Preußen 1866 (siehe Preußische Annexionen 1866);
- des Königreichs Birma durch das Vereinigte Königreich als Kolonie nach drei Kriegen, ab 1886 vollständig in Britisch-Indien eingegliedert;
- der Republik Hawaii durch die Vereinigten Staaten 1898;
- der Philippinischen Republik durch die Vereinigten Staaten als Kolonie 1899;
- der Burenrepubliken Transvaal und Oranje-Freistaat durch Großbritannien als Kolonien 1902 infolge des Burenkrieges;
- Bosnien-Herzegowinas durch die Österreichisch-Ungarische Monarchie 1908;
- des Territoriums Südtirol durch Italien nach Auflösung Österreich-Ungarns infolge des Ersten Weltkrieges 1919 (Vertrag von Saint-Germain);
- des Sudetenlandes 1938 von der Tschechoslowakei durch das Deutsche Reich nach dem Münchner Abkommen,[23] 1939 dann die faktische Annexion Tschechiens, also der tschechisch besiedelten Landesteile der Tschecho-Slowakischen Republik im Zuge der Errichtung des Protektorats Böhmen und Mähren;
- der Freien Stadt Danzig 1939 durch das Deutsche Reich;
- Westpolens 1939 durch das Deutsche Reich;[24]
- Ostpolens durch die Sowjetunion 1939/45;[25]
- Finnland verlor große Teile Kareliens, durch den Winterkrieg 1939–1940 an die UdSSR;
- Estlands, Lettlands und Litauens im Juli 1940 durch die UdSSR infolge des deutsch-sowjetischen Nichtangriffspaktes;
- Bessarabiens und der nördlichen Bukowina durch die UdSSR am 2. August 1940 infolge des deutsch-sowjetischen Nichtangriffspaktes;
- Luxemburgs 1942 durch das Deutsche Reich;
- der Ostgebiete des Deutschen Reiches ohne das nördliche Ostpreußen durch die VR Polen[26][27][28][29] (durch Gesetz vom 19. Dezember 1947);[30]
- des Königsberger Gebiets (heutige Oblast Kaliningrad) durch die Sowjetunion am 17. Oktober 1945 und dessen Eingliederung in die RSFSR am 7. April 1946;
- sowjetische Annexion der Karpatenukraine 1945–1948;
- der Stadt Kehl durch Frankreich 1945–1953;
- der Südkurilen – die Kurilen-Inseln u. a. wurden mit der Region Chabarowsk zusammengefasst – durch die Sowjetunion am 2. Februar 1946;
- Acehs durch Indonesien 1949.

## Aktuelle Beispiele

### Annexionen nach dem Niedergang europäischer Kolonialherrschaft, Bildung selbständiger Nationalstaaten
Übergang von Kolonialgebieten europäischer Staaten an andere Staaten als Ergebnis ihrer Dekolonisation:
- Hyderabad durch Indien 1948;
- Portugiesisch-Indien durch Indien 1961;
- Eritrea durch das Kaiserreich Abessinien 1961 (bis 1993);
- Westneuguinea durch Indonesien 1969;
- Sikkim durch die Indische Union 1971;
- Cabinda durch Angola 1975;
- Osttimor durch Indonesien 1976 (bis 2002, heute unabhängig);
- Walvis Bay durch die Südafrikanische Union 1977 (bis 1994, heute Teil Namibias);

### Annexionen und arabischer Nationalismus
- Kuwait durch den Irak 1990, mit dem Zweiten Golfkrieg wurde die Annexion rückgängig gemacht;

### Annexionen und chinesischer Nationalismus
- Tibet durch die VR China 1951;[31]

### Annexionen im Nahostkonflikt
- Ost-Jerusalem durch Israel u. a. auf Grundlage des Jerusalemgesetzes 1980;[32]
- Golanhöhen durch Israel auf Grund eines israelischen Gesetzes von 1981;[33]

### Annexionen und russischer Nationalismus
- Annexion der ukrainischen Halbinsel Krim durch Russland im März 2014;
- Annexion der Süd- und Ostukraine durch Russland im September 2022.